# Parmenac
Parmenac es un pueblo ubicado en el municipio de Čačak, en el distrito de Moravica, Serbia.

## Superficie
Posee una superficie de 4,173 kilómetros cuadrados.

## Demografía
Según el censo de 2022, la población era de 587 habitantes, con una densidad de población de 140,7 habitantes por kilómetro cuadrado. La población total de hombres y mujeres era de 287 y 300 respectivamente. Por edades, los grupos se conformaban de la siguiente manera: 78 los menores de edad y adolescentes (0-17 años), 342 al grupo de adultos (18-64 años) y 167 las personas de la tercera edad (mayores de 65 años).